# Marie José Thériault
Pour les articles homonymes, voir Thériault.
Marie José Thériault, née à Montréal en 1945, est danseuse, chanteuse, écrivaine, chroniqueuse littéraire (presse écrite et parlée), éditrice et traductrice québécoise.

## Biographie
Née à Montréal en 1945, Marie José Thériault est la fille du romancier Yves Thériault (1915-1983) et de Germaine (Michelle) Blanchet (1913-1995), la nièce de l'auteur-compositeur-interprète Jacques Blanchet (1931-1981) et la sœur du canoniste Michel Thériault (1942-2000).
Elle fait ses études à Montréal aux collèges Villa-Maria et Marie-de-France. Elle fréquente ensuite l'Université de Florence, en Italie, et l'Académie de ballet Daria Collin, à New York.

### Carrière musicale
Entre 1963 et 1966, elle est soliste dans la troupe de Julio Piedra et sa compagnie de danse espagnole et se produit lors de tournées en Amérique du Nord. Puis, en 1967 et en 1968, elle enregistre son premier disque à Milan.
De 1968 à 1973, elle s’investit dans le monde du spectacle et donne à la fois dans le chant, la danse et la mise en scène. Puis, elle plaque la scène et se consacre à son travail à la radio et la télévision.
En 2013, elle remonte sur les planches comme chanteuse avec l’Orchestre tzigane de Montréal.

### Carrière littéraire
Elle publie ses premiers ouvrages à partir de 1971. Il s’agit à la fois de traductions, de recueils de poésies et de contes. Elle publie près d'une vingtaine de livres, en incluant les collectifs. Sur le lot, on compte quatre recueils de poésie et trois recueils de contes.
Elle est chroniqueuse littéraire à la radio, membre du comité de rédaction de plusieurs revues - notamment XYZ, Vice & Versa et Liberté - en plus d'être traductrice. Elle fait partie de nombreux jurys pour des prix et des bourses littéraires et s’est souvent rendue à l'étranger pour donner des conférences et participer à des animations ou à des lectures publiques. Elle collabore également avec le quotidien Le Devoir.
Elle devient directrice littéraire des Éditions Hurtubise HMH de 1975 à 1984.
Elle reçoit en 1984 le prix Canada-Suisse 1984 pour son recueil Invariance. Elle reçoit de nombreux prix au fil de sa carrière, dont plusieurs pour ses traductions. Elle reçoit ainsi le Prix littéraire du Gouverneur général du Canada en 1987 pour la version française de Digging the Mountains de l’écrivain Neil Bissoondath.
Elle fonde en 1987 Les Éditions Sans Nom, une maison se consacrant principalement à l'édition de livres d'art. En 2003, elle fonde les Éditions Le dernier havre afin de regrouper l’ensemble de l’œuvre de son père l’écrivain Yves Thériault et de gérer l’ensemble de ses droits,.

## Œuvres

### Poésie
- Poèmes: Comme une offrande aux grandes bêtes suivi de À jour fermant, Montréal, Fides, Coll. Voix québécoises, 1972, 93 p.
- Notre royaume est de promesses, Montréal, Fides, Coll. Voix québécoises, 1974, 59 p.  (ISBN 9780775505030 et 077550503X)
- Pourtant le Sud..., Montréal, Hurtubise HMH, Coll. Sur Parole, 1976, 75 p.  (ISBN 0775800546 et 9780775800548)
- Lettera amorosa, Montréal, Hurtubise HMH, Coll. Sur Parole, 1978. (illustrations de Michelle Thériault), 89 p.  (ISBN 0775801593 et 9780775801590)
- Invariance, Montréal Art Global, 1980, 48 p. Édition de luxe. Tirage limité à 50 exemplaires, accompagné de six lithographies originales de Charles Lemay, rehaussées à l’aquarelle et au pastel; chaque exemplaire numéroté et signé par l’auteur et l’artiste
- Invariance suivi de Célébration du prince, Saint-Lambert, Le Noroît, 1982. (illustrations originales de Charles Lemay), 81 p.  (ISBN 2890180689 et 9782890180680)
- Les Chants de l’oiseleur, Montréal, Art Global, 1988. Édition de luxe. Tirage limité à 30 exemplaires, avec des eaux-fortes de Louisa Nicol et une œuvre pour piano signée Jean Marchand. Chaque exemplaire numéroté et signé par l’auteur, l’artiste et le compositeur.

### Recueils de contes ou nouvelles
- La Cérémonie, Montréal, La Presse, 1978, 139 p.  (ISBN 077770210X et 9780777702109)
- L’Envoleur de chevaux et autres contes, Montréal, Boréal, 1986 ; réédition, Montréal, Boréal, coll. « Compact » no 56, 1994, 174 p.  (ISBN 2890526313 et 9782890526310)
- Portraits d’Elsa et autres histoires, Montréal, Quinze, 1990 ; réédition, Montréal, Éditions du dernier havre, 2004, 174 p.  (ISBN 2890264033 et 9782890264038)

### Romans et récits
- Les Demoiselles de Numidie, Montréal, Boréal Express, 1984, 244 p.  (ISBN 2890521095 et 9782890521094)
- Obscènes Tendresses, Montréal, Éditions du dernier havre, 2005, 187 p.  (ISBN 2895980128 et 9782895980124)

### Littérature d'enfance et de jeunesse
- Agnès et le singulier bestiaire, Montréal, Éditions Pierre Tisseyre, 1982 (Illustrations de Darcia Labrosse) - Grand Prix de littérature jeunesse du Conseil des Arts du Canada 1982, pour les illustrations de Darcia Labrosse (épuisé), 61 p.  (ISBN 2890510727 et 9782890510722)

### Autre publication
- Le Petit Thériault: 365 dictées, colles et pièges en capsules pour apprentis champions pressés, Westmount, Éditions et Productions Fortuna, 1989. (Illustrations de Philippe Béha). (épuisé), 132 p.  (ISBN 292123100X et 9782921231008)

### Traductions – Liste partielle
- Rocky, Julia Sorel, Montréal, Quinze et Paris, Oyez, 1976 (en collaboration avec Michelle Thériault). (épuisé)
- Gros Thomas fête; Gros Thomas à la ferme; Gros Thomas dans l’eau; Gros Thomas reste à la maison; Gros Thomas est un artiste; Gros Thomas à la montagne (6 livrets), Cristina Lastrego et Francesco Testa, Montréal, Éditions Paulines.
- Noël dans l’histoire, dans la littérature, dans les traditions (Natale nella storia, nella letteratura, nelle tradizioni), sous la direction de Marcelle Contardi, Montréal, Éditions Paulines, 1985.
- L’Étalon (The Studhorse Man), Robert Kroetsch, Québec/Amérique, 1990.
- L’Œuvre du Gallois (Wales’ Work), Robert Walshe, Montréal, Boréal et Paris, Calmann-Lévy, 1993.
- Coup de théâtre (Prospero’s Daughter), Constance Beresford-Howe, Montréal, Québec/Amérique 1994.
- Femmes dans un paysage (The Company of Strangers), Mary Meigs, Montréal, Éditions Trois, 1995.
- À l’aube de lendemains précaires (On the Eve of Uncertain Tomorrows), Neil Bissoondath, Montréal, Boréal, 1994.
- Clicking (Clicking), Faith Popcorn, Montréal, L’homme, 1996. (Traduit sous le pseudonyme de Marie Perron).
- Ours (Bear), roman, Marian Engel, Paris, Calmann-Lévy (nouvelle traduction), 1999.
- Arracher les montagnes (Digging Up the Mountains), nouvelles, Neil Bissoondath, Montréal, Boréal, 1997.
- Marie Stuart (Maria Stuarda), Dacia Maraini, pièce en deux actes, traduite de l’italien. Production Théâtre du Nouveau-Monde, Montréal (décembre 1999-janvier 2000). Montréal, VLB 2000.
- Macbeth, William Shakespeare, Production du théâtre du Nouveau-Monde, Montréal (2001). Montréal, SYT Éditeur, 2001. (épuisé)
- Virage global (Macroshift), Ervin Laszlo, Montréal, L’Homme, 2002.
- Le Temps rêvé – Une passion (The Time Being), Mary Meigs, Laval, Éditions Trois, 2003.
- D’après Notman – Regards sur Montréal – Un siècle plus tard, (After Notman – Montreal Views – A Century Apart) Andrezj Maciejewski, édition bilingue, Buffalo (NY) et Willowdale (ON), Firefly Books, 2003.
- Bombardier — La vérité sur le financement d’un empire (Silent Partners), Peter Hadekel, Montréal, L’Homme, 2004.
- Eaux de vie (Touched by Water), narration d’un court métrage de Tamas Wormser, Montréal, Artesian Films, 2006.
- «Wood that Sings» - «Le bois qui chante», narration bilingue de Marie-José Thériault, émission Radio-Concert, diffusée par Radio-Canada en direct de la salle Pierre-Mercure du Centre-Pierre Péladeau (Montréal), dans le cadre de la Journée internationale de la Musique, 1er octobre 2003, avec la participation de Jean Marchand (piano et texte) et Antonio Lysy (violoncelle). Réalisation, Odile Magnan.
- «Souviens-toi de nous» («Ricordati di Noi»), traduction du texte italien de présentation de Ricordati di noi par Bruno Ramirez, film documentaire réalisé par Paul Tana (26 min), Production de l’École des Médias de l’UQAM, Distribution Locomotion, 2007.
- Le Syndrome de la mère poule — Apprendre aux ados à faire face aux risques et aux responsabilités (Too Safe for Their Own Good, McClelland and Stewart, 2007), guide pratique, Michael Ungar, Montréal, Éditions de l’Homme, 2007
- La Vérité sur la bataille des plaines d'Abraham - Les huit minutes de tirs d'artillerie qui ont façonné un continent (Northern Armageddon: the battle of the Plains of Abraham), D. Peter MacLeod, préface de Pierre Caron, Montréal, Éditions de l'Homme, 2008.
- L'École des dieux (La Scuola degli dei), Stefano Elio d'Anna, traduction de l'italien au français, Montréal, Éditions de l'Homme, 2009.
- Créez des liens authentiques grâce à la PNL (The Law of Connexion), Michael J. Losier, Montréal, Éditions de l'Homme, 2009.
- 85 Jeux sexuels (The Sex Game Bible), Randi Foxx, Montréal, Les Presses Libres, 2009.
- La vente quand les temps sont durs (Selling in Tough Times), Tom Hopkins, Montréal, Éditions de l'Homme, 2010.
- Le Méta Secret (The Meta Secret - Anything is possible), Mel Gill, Montréal, Éditions de l'Homme, 2010.
- La follia d'amore (La Déraison d'amour), pièce en un acte de Jean-Daniel Lafond avec la collaboration de Marie Tifo. Traduction du français à l'italien. Production Théâtre du Nouveau-Monde (Montréal) et Piccolo Teatro di Milano (Milan), 2010
- 100 conseils simples et efficaces pour lutter contre la maladie d’Alzheimer (100 Simple Things You Can Do to Prevent Alzheimer's Memory Loss, Little, Brown and Company, 2010), guide pratique, Jean Carper, Montréal, Éditions de l'Homme,  2011
- George Harrison, le mystique (Working Class Mystic — A Spiritual Biography of George Harrison, Quest Books, 2011), biographie, Gary Tillery, Montréal, Éditions de l’Homme  2012
- Mickey Cohen — Gangster notoire (Mickey Cohen — The Life and Times of L.A.’s Notorious Mobster, ECW Press, 2012), biographie, Tere Tereba, Montréal, Éditions de l’Homme, 2012
- En souvenir de Whitney – Whitney Houston vue par sa mère (Remembering Whitney, Harper, 2013
- Le Bonheur est dans la cuisine – Petit traité philosophique du rangement — (La gioia del riordino in cucina, Antonio Vallardi Editore, 2016
- Les Pouvoirs du féminin sacré — (Wisdom Rising, Enliven Books, 2018), Lama Tsultrim Allione, Montréal, Éditions de l'Homme, 2018
- L'Écarlate de Venise, «Les mystères de Venise, tome 1» — (Scarlatto veneziano, vol. 1, Amazon Publishing, Amazon Media EU, 2015), Maria Luisa Minarelli, Amazon Crossing, Amazon Media EU, 2018
- Sadie – (Sadie, Wednesday Books, St. Martin's Press, 2018), Courtney Summers, Montréal, Éditions de l'Homme, 2018
- Le Crocus jaune — (The Yellow Crocus, Seattle, Lake Union, 2014), roman, Laila Ibrahim, Amazon Crossing, Amazon Media EU, 2018
- L'Or de Venise, «Les mystères de Venise, tome 1» — (Oro veneziano, Amazon Publishing, 2016, Maria Luisa Minarelli, Luxembourg, Thomas & Mercer/Amazon Media EU, 2019
- 30 km – (18 Miles – The Epic Drama of Our Atmosphere And Its Weather, Toronto, ECW Press, 2018), Christopher Dewdney, Montréal, Éditions de l’Homme, 2019
- Des gens irréprochables – (The Best Kind of People, Toronto, House of Anansi, 2016 (finaliste au prix Giller), roman, Zoe Whittall, Montréal, Éditions de l’Homme, 2019
- La Guérison dans le champ unifié – La médecine de demain — (Unified Field Healing: Foundations of Energy Medicine and Quantum Healing, Montréal, Ariane Books, 2019
- Un grain de moutarde — (Mustard Seed, Seattle, Lake Union, 2017), roman, Laila Ibrahim, AmazonCrossing, AmazonMedia EU, 2020
- Le théâtre de Venise, «Les mystères de Venise, tome 3» (Sipario veneziano, Milan, Grandi & Associati, 2016), roman, Maria Luisa Minarelli, Luxembourg, Amazon Crossing, Amazon Media EU Sàrl, 2020

### Discographie
- Marie José Thériault chante Jacques Blanchet , 33 tours CBS PFC-80074, 1982 (avec André Gagnon au piano).

## Prix et honneurs
- 1983: lauréate du Prix Canada-Suisse pour un livre de proses poétiques intitulé Invariance suivi de Célébration du Prince[1]
- 1984: Finaliste au Prix du Gouverneur général du Canada (fiction) pour le roman Les Demoiselles de Numidie.
- 1985: Finaliste au Prix Molson de l’Académie canadienne-française pour Les Demoiselles de Numidie.
- 1985: Finaliste au Grand Prix de la science fiction et du fantastique québécois pour Les Demoiselles de Numidie.
- 1987: Finaliste pour le Ruban de la critique québécoise aux Rubans de la francophonie, décerné par la Radio-Télévision Suisse-Romande, pour L'Envoleur de chevaux et autres contes.
- 1987: Finaliste au Prix Québec-Paris pour L'Envoleur de chevaux et autres contes.
- 1987: Finaliste au Grand Prix Boréal de la science-fiction et du fantastique pour L'Envoleur de chevaux et autres contes.
- 1993: lauréate du Prix du Gouverneur général pour la traduction de Wales’ Work (L’Œuvre du Gallois) de Robert Walshe[8].
- 1995: Finaliste au Prix du Gouverneur général du Canada (Traduction) pour À l'aube de lendemains précaires[9].
- 1997 : lauréate du Prix du Gouverneur général pour la traduction de Digging up the Mountains (Arracher les montagnes) de Neil Bissoondath[10].
- 1996: lauréate du Prix Les Mots d’or décerné à Paris par l’APFA (Actions pour promouvoir le français des affaires) pour la traduction de Clicking (Clicking) de Faith Popcorn[3].

- 1999: Finaliste au Prix du gouverneur général du Canada (Traduction) pour Ours[11]
- 2002: Masque de la Traduction/Adaptation, décerné par l'Académie québécoise du théâtre, pour la traduction de Macbeth (Shakespeare), une production du Théâtre du Nouveau Monde[12].